# San Zeno di Montagna
San Zeno di Montagna és un comune (municipi) de la província de Verona, a la regió italiana del Vèneto, situat a uns 130 quilòmetres a l'oest de Venècia i a uns 30 quilòmetres al nord-oest de Verona.
A 1 de gener de 2020 la seva població era de 1.414 habitants.
San Zeno di Montagna limita amb els següents municipis: Brenzone, Caprino Veronese, Costermano, Ferrara di Monte Baldo i Torri del Benaco.